# Evalyn Palabrica
Evalyn Palabrica (* 22. Juli 1994) ist eine philippinische Leichtathletin, die sich auf den Speerwurf spezialisiert hat.

## Sportliche Laufbahn
Erste internationale Erfahrungen sammelte Evalyn Palabrica Südostasienspielen 2015 in Singapur, bei denen sie mit einer Weite von 47,49 m den vierten Platz belegte, während sie bei den Südostasienspielen 2017 in Kuala Lumpur mit einem Wurf auf 47,21 m die Bronzemedaille hinter der Thailänderin Natta Nachan und Bùi Thị Xuân aus Vietnam. 2019 wurde sie dann bei den Südostasienspielen in Capas mit 50,56 m erneut Vierte. 2022 gewann sie bei den Südostasienspielen in Hanoi mit 49,07 m die Bronzemedaille hinter der Vietnamesin Lò Thị Hoàng und Jariya Wichaidit aus Thailand und im Jahr darauf sicherte sie sich bei den Südostasienspielen in Phnom Penh mit 49,07 m die Bronzemedaille hinter Jariya Wichaidit und ihrer Landsfrau Gennah Malapit.
In den Jahren 2021 und 2022 wurde Palabrica philippinische Meisterin im Speerwurf.